# Julian Michaux

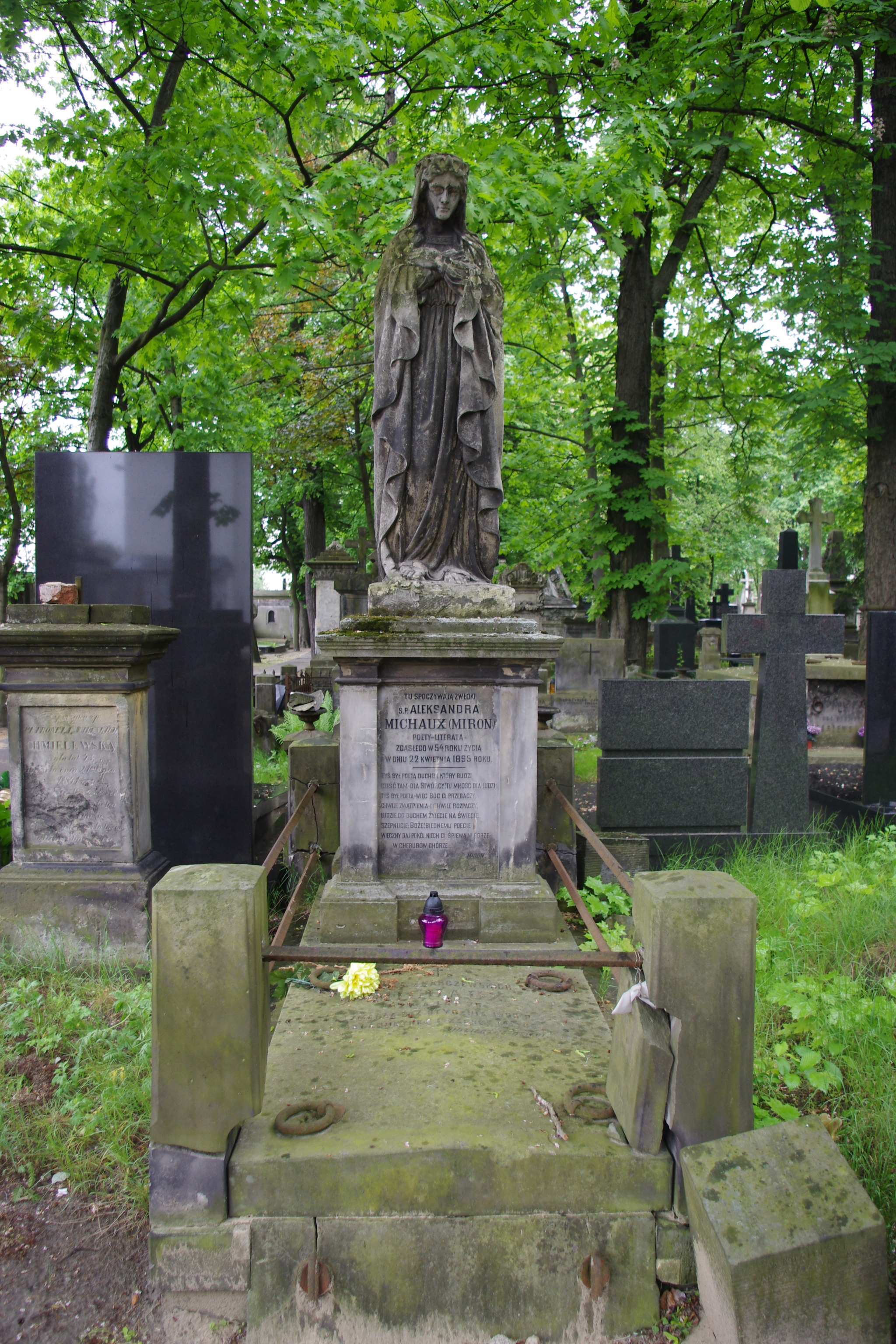
Nagrobek rodziny Michaux na Starych Powązkach w Warszawie

Julian Michaux, Юлиан Александрович Мишо – Julian Aleksandrowicz Miszo (ur. 1 grudnia 1867 w Warszawie, zm. 11 grudnia 1925 tamże) – szermierz specjalizujący się w szabli, olimpijczyk z igrzysk w Paryżu w 1900 w barwach Imperium Rosyjskiego, trener, kapitan Wojska Polskiego.

## Życiorys
Przodkowie w rodzinie Michaux przenieśli się do Polski z Belgii, gdzie pochodzili z Liège. Pradziadek Juliana (zapisywany pierwotnie jako Michaud lub Michault) przybył do Warszawy na początku XIX wieku. Dziadek Marcin Michaux był powstańcem listopadowym. Julian Michaux urodził się jako syn Aleksandra (1839-1895, poeta, dziennikarz) oraz Julii Höhr (wdowa, z domu Karczewską).
Naukę szermierki rozwijał u szermierzy francuskich i włoskich. Specjalizował się w szabli. Został nauczycielem szermierki na szable w otwartej przez siebie w 1890 sali szermierczej w Warszawie, a także w ramach tamtejszego Warszawskiego Towarzystwa Wioślarskiego i Warszawskiego Towarzystwa Łyżwiarskiego. Jako szermierz był jednym z czterech reprezentantów w ekipie Imperium Rosyjskiego na drugie w historii Letnie Igrzyska Olimpijskie 1900. W indywidualnym turnieju szablistów zawodowców zajął 5. miejsce. Drugim reprezentantem Imperium Rosyjskiego na tych igrzyskach był jego uczeń Piotr Zakoworot.
Po odzyskaniu przez Polskę niepodległości został przyjęty do Wojska Polskiego. W 1924 był oficerem w stopniu kapitana przeniesionym w stan spoczynku.
Zmarł 11 grudnia 1925 w Warszawie. Został pochowany w grobowcu rodzinnym na cmentarzu Powązkowskim w Warszawie (kwatera 5, rząd 6, miejsce 3).